# Naked Blood
Naked Blood (女虐: Nekeddo burâddo: Megyaku Naked Blood) ist ein japanischer Horrorfilm aus dem Jahr 1996 vom Regisseur Hisayasu Satō. Der Einsatz von Body Horror weist Parallelen mit dem Werk des kanadischen Regisseurs David Cronenberg auf.
Naked Blood ist ein Remake seines 1987 gedrehten Filmes Lustmord (暴行本番 Boko honban).

## Handlung
Der 17-jährige Eiji hat eine Substanz namens „MYSON“ entwickelt, die Schmerzen in Lust umwandelt. Seine Mutter arbeitet ebenfalls in der medizinischen Forschung und führt gerade ein Experiment zur Schwangerschaftsverhütung durch, um die Überbevölkerung zu bekämpfen. Diesen Umstand nutzt Eiji aus und fügt heimlich dem Medikament seiner Mutter sein eigenes hinzu.
Die drei Probandinnen zeigen bald erste Symptome. Ein von ihrem eigenen Körper besessenes Model zersticht ihren gesamten Körper mit Ringen und anderen Gegenständen. Eine ins Essen vernarrte junge Frau beginnt ihren eigenen Körper zu frittieren und aufzuessen. Die dritte Probandin, Rika, reagiert allerdings anders. In ihr weckt MYSON sadistische Bedürfnisse, und Eiji, der sich in sie verliebt, fällt schließlich seinem eigenen Projekt zum Opfer.
Auch Eijis scheinbar toter Vater spielt eine Rolle. Er war auf der Suche nach dem ewigen Leben und meinte, der Mensch werde dieses erreichen, indem er in das „Königreich des Lichts“ eingeht.

## Stil
Naked Blood ist vor allem aufgrund der ausgefallenen Splatter-Szenen bekannt, obwohl diese nur wenige Minuten des Films ausmachen. Beispielsweise isst eine Frau ihre eigenen Schamlippen und ihren eigenen Augapfel. Die meiste Zeit jedoch schafft der Film eine surreale, mit Symbolen aufgeladene Atmosphäre. Wichtige Symbole sind der Kaktus, mit dem sich Rika identifiziert, und die Kamera, hinter der Eiji steht. Musikalisch dient eine entfremdete Version von Bachs Goldberg-Variationen als Thema.